# Kozianka (Janik)
Kozianka – część wsi Janik w Polsce, położona w województwie świętokrzyskim, w powiecie ostrowieckim, w gminie Kunów.
W latach 1975–1998 Kozianka administracyjnie należała do województwa kieleckiego.